# Lucas Arnau Fernández
Lucas Arnau (Medellín, Antioquia, 16 de maig de 1979) és un cantant i compositor colombià.
El seu primer àlbum fou «Un Poco Más»,  produït per Jose Gaviria i Andres Munera a Miami, Florida i va ser estrenat a Llatinoamèrica l'abril de 2004.
El seu segon àlbum, «Rompecabezas» va ser llançat l'agost de 2006 i va ser produït per Grammy i el guanyador Grammy el productor i escriptor de cançons Luis F. Ochoa a Miami, Florida i co-produïda per Lucas Arnau i David Cardenas.
Lucas Arnau va ser anomenat Millor Artista de Pop colombià a la Revista Shock el 21 de setembre de 2007 El 2014 va llançar el seu àlbum «Buen Camino».